# 로스 배글리
로스 배글리(Ross Bagley, 1988년 12월 5일 ~ )는 미국의 배우, 희극인이다.

## 출연 작품

### 영화
- 꾸러기 클럽 (1994)
- 꼬마 돼지 베이브 (1995)
- 아이 포 아이 (1996)
- 인디펜던스 데이 (1996)

### 텔레비전
- 더 프레시 프린스 오브 벨 에어 (1994-96)